# Matthias Brehme
Matthias Brehme (Markkleeberg, 7 febbraio 1943) è un ex ginnasta tedesco.

## Palmarès

### Olimpiadi
- 2 medaglie:
  - 2 bronzi (Città del Messico 1968 a squadre; Monaco di Baviera 1972 a squadre)

### Mondiali
- 2 medaglie:
  - 2 bronzi (Dortmund 1966 a squadre; Lubiana 1970 a squadre)

### Europei
- 1 medaglia:
  - 1 argento (Madrid 1971 nel cavallo con maniglie)